# Loxosomella vivipara
Loxosomella vivipara is een soort in de taxonomische indeling van de kelkwormen (Entoprocta). 
De worm behoort tot het geslacht Loxosomella en behoort tot de familie Loxosomatidae. De wetenschappelijke naam van de soort werd voor het eerst geldig gepubliceerd in 1966 door Nielsen.